# Грб Републике Српске Крајине
Грб Републике Српске Крајине је био хералдички симбол Републике Српске Крајине у периоду од 1991. до 1995. године.
Према уставу усвојеном 19. децембра 1991. Српска Крајина је имала своју заставу, грб и химну. Грб је чинио двоглави орао у узлету. Орао на је грудима имао штит са крстом и оцилима, а испод самог штита се налазио натпис „Крајина”.
Усвајањем амандмана IX на устав Српске Крајине грб добио препознатљив облик, двоглави бијели орао у узлету са круном, док се на грудима налазио штит са крстом и оцилима.